# Деко
Андерсон Луиз де Соуза (порт. Anderson Luis de Souza; 27. август 1977) познатији као Деко (порт. Deco), бивши је португалски фудбалер бразилског порекла. Играо је за Барселону од 2004. од 2008. године, одиграо је 161 утакмицу, постигао 22 гола и освојио две Примере, Лигу шампиона и два Суперкупа Шпаније. У каријери је још играо за Коринтијанс, Салгеирош, Порто и Челси, пре него што је крајем 2013. године у Флуминенсеу престао са активним играњем. За репрезентацију Португалије наступио је 75 пута и постигао пет голова. Освојио је Лигу шампиона са два различита клуба, са Портом 2004. године и са Барселоном 2006. године. Проглашен је за најбољег играча утакмице у финалу Лиге шампиона 2004., у том финалу је постигао гол, када је наступао за Порто.
Иако је рођен у Бразилу, одлучио се да наступа за репрезентацију Португалије чији пасош је добио 2002. године пошто је испунио услов тако што је претходних пет година живео у Португалији. Са Португалијом је наступао на два Европска и два Светска фудбалска првенства.
Повукао се из фудбала 26. августа 2013 године јер није успео потпуно да се опорави од серије повреда мишића. 

## Каријера

### Португалија, Алверка, Салгеирош, Порто
Деко се преселио у Португал из Бразила 1997. године, када је имао 19 година. Где је прво наступао за Алверку, па за Салгеирош, где је запао за око челницима Порта који су га довели у њихов клуб у зимском прелазном року 1999. године. У Порту је доласком Муриња за тренера добио важну улогу на средини терена. Тада је прво у сезони 2002/03 помогао у освајању УЕФА купа где је Порто у финалу савладао шкотски Селтик (3:2). Те сезоне су освојили и португалско првенство и португалски национални фудбалски куп. Следеће сезоне освојио је Лигу шампиона победом против Монака (3:0), у том финалном мечу Деко је постигао други гол за Порто. Те 2004. године добио је и награду за најбољег играча средине терена у Европи.

### Барселона
Следеће сезоне тренер Жозе Мурињо је прешао на клупу Челсија и Деко је хтео да пређе са њим, али то му се није остварило. 
Његова жеља се није испунила и он је дан после великог финала Европског првенства 2004. године које се играло у Португалу и у којем је Португал изгубио од Грчке (0:1) потписао уговор са Барселоном. Барселона је платила Порту 15 милиона евра и дала Порту Рикарда Кварежму. Деко је са Каталонцима потписао четворогодишњи уговор. У Барселони га је дочекао тренер Френк Рајкард и велика звезда Роналдињо. На крају те године био је другу у избору за златну лопту иза Андрија Шевченка а испред новог саиграча Роналдиња који је био трећи. Са Барселоном је у наредне две сезоне освојио два Шпанска првенства, два шпанска суперкупа и Лигу Шампиона. Освојивши Лигу шампиона други пут ушао је у мали круг играча који су то икада урадили, изгубио је финале светског клупског првенства од Интернасионала следеће сезоне.

### Челси
У летњем прелазном року 2008. године прелази у лондонски Челси који те године преузима Луиз Фелипе Сколари, тадашњи селектор репрезентације Португала, са Челсијем потписује тро и по годишњи уговор. Када је изгубио место у првој постави Челсија појавило се интересовање миланског Интера који је тада тренирао његов некадашњи тренер Мурињо, али се тај трансфер није остварио. Деко се вратио у стартну поставу Челсија пошто је тај клуб преузео нови тренер Карло Анћелоти. У сезони 2009-10 освојио је двоструку круну са Челсијем, освојивши енглеску Премијер лигу и енглески ФА куп.

### Флуминенсе
Деко је напустио Челси и 2010 потписао двогодишњи уговор са бразилским Флуминенсеом. Дан после свог 36 рођендана Деко је објавио да је престао да игра фудбал и да се пензионисао због немогућности да се потпуно опорави од повреда. Са Флуминенсеом је освојио два првенства Бразила. Последњу утакмицу одиграо је четири дана пре повлачења против Гојаса.

## Трофеји

### Порто
- Првенство Португала (3) : 1998/99, 2002/03, 2003/04.
- Куп Португала (3) : 1999/00, 2000/01, 2002/03.
- Суперкуп Португала (2) : 2001, 2003.
- Куп УЕФА (1) : 2002/03.
- Лига шампиона (1) : 2003/04.

### Барселона
- Првенство Шпаније (2) : 2004/05, 2005/06.
- Суперкуп Шпаније (2) : 2005, 2006.
- Лига шампиона (1) : 2005/06.

### Челси
- Првенство Енглеске (1) : 2009/10.
- ФА Куп (2) : 2008/09, 2009/10.
- ФА Комјунити шилд (1) : 2009.

### Флуминенсе
- Првенство Бразила (2) : 2010, 2012.
- Лига Кариока (1) : 2012.